# Giannīs Niarchos
Giannīs Niarchos (in greco Γιάννης Νιάρχος?; Atene, 26 giugno 2002) è un calciatore greco, attaccante del Wisła Płock.

## Carriera

### Club
Cresciuto nelle giovanili del Panathīnaïkos, nel settembre 2020 viene acquistato dagli slovacchi del Senica, con il quale ha debuttato in campionato il 31 ottobre successivo nella sconfitta in trasferta per 3-1 contro lo Žilina.

### Nazionale
Ha giocato nelle nazionali giovanili greche Under-16 ed Under-21.

## Statistiche

### Presenze e reti nei club
Statistiche aggiornate al 3 luglio 2022.
| Stagione        | Squadra         | Campionato      | Campionato | Campionato | Coppe nazionali | Coppe nazionali | Coppe nazionali | Coppe continentali | Coppe continentali | Coppe continentali | Altre coppe | Altre coppe | Altre coppe | Totale | Totale |
| Stagione        | Squadra         | Comp            | Pres       | Reti       | Comp            | Pres            | Reti            | Comp               | Pres               | Reti               | Comp        | Pres        | Reti        | Pres   | Reti   |
| --------------- | --------------- | --------------- | ---------- | ---------- | --------------- | --------------- | --------------- | ------------------ | ------------------ | ------------------ | ----------- | ----------- | ----------- | ------ | ------ |
| set. 2020-2021  | Senica          | SL              | 4+3        | 0          | CS              | 0               | 0               |                    | -                  | -                  |             | -           | -           | 7      | 0      |
| 2021-2022       | Senica          | SL              | 20+6       | 3+1        | CS              | 7               | 2               |                    | -                  | -                  |             | -           | -           | 33     | 6      |
| Totale carriera | Totale carriera | Totale carriera | 33         | 4          |                 | 7               | 2               |                    | -                  | -                  |             | -           | -           | 40     | 6      |